# Молочай вздутокорневой
Молоча́й вздутокорнево́й (лат. Euphorbia oidorrhiza) — вид двудольных растений рода Молочай (Euphorbia) семейства Молочайные (Euphorbiaceae). Вид впервые описан российской учёной-ботаником Антониной Ивановной Поярковой в 1951 году.

## Распространение, описание
Эндемик Туркменистана, где обитает на Малом Балхане.
Листья простые, ланцетовидные, очередные, без членения. Соцветие — зонтик, несёт цветки жёлтого цвета. Цветет в апреле - мае. Плод - коробочка с округлыми створками, голая, не темнеющая. Корни тонкие, вертикальные, заканчивающиеся клубнеобразными утолщениями. Ядовито.

## Замечания по охране
В 1999 году внесён в Красную книгу Туркменистана.

## Синонимы
Синонимичные названия:
- Euphorbia balkhanica Tarassov
- Tithymalus oidorrhizus (Pojark.) Soják